# Delphinium anthriscifolium
Delphinium anthriscifolium är en ranunkelväxtart som beskrevs av Henry Fletcher Hance. Delphinium anthriscifolium ingår i släktet storriddarsporrar, och familjen ranunkelväxter.

## Underarter
Arten delas in i följande underarter:
- D. a. majus
- D. a. savatieri